# Charlotte Kleist
Charlotte Kleist (* 1956 in Wuppertal) ist eine deutsche Regisseurin und Professorin für Schauspiel.

## Biografie
Kleist studierte Literaturwissenschaft und Kunstgeschichte in Tübingen, Wien und München. Von 2004 bis 2021 war sie Professorin an der Hochschule für Musik und Theater Hamburg. Seit 2011 ist sie Jurymitglied des Boy-Gobert-Preises.
Kleist inszenierte an verschiedenen Theatern in Deutschland und den Niederlanden. Am Deutschen Schauspielhaus Hamburg führte sie Regie unter der Intendanz von Peter Zadek, so bei der deutschen Erstaufführung von Martin Crimp: Das stille Kind mit Monica Bleibtreu, Moritz Bleibtreu, Martina Gedeck, Catrin Striebeck. Es folgten  Inszenierungen wie Der Handlungsreisende mit Herman Lause, Christa Berndl, Matthias Fuchs, Beirut mit Ulrike Grote und Matthias Scheuring, Liebe Jelena Sergejewna mit Marlen Diekhoff.
Sie führte Regie bei zahlreichen Hörbüchern, darunter Schwüle Tage und Memento mit Burghart Klaußner, Prime Time mit Judy Winter und „Selbstmord-Schwestern“ mit Stephan Benson.